# دانشنامه زبان و ادب فارسی در شبه‌قاره
دانشنامه زبان و ادب فارسی در شبه‌قاره در سال ۱۳۷۲ و به منظور تدوین دانشنامهٔ زبان و ادب فارسی در شبه‌قارّه، ارائهٔ گسترهٔ زبان و فرهنگ ایرانی ـ اسلامی و تأثیر آن در ناحیهٔ شبه‌قاره (هند، پاکستان، و بنگلادش امروزی) بنیان‌گذاری شده‌است.
نشان دادن سهم فرهنگ ایرانی و اسلامی و نقش زبان و ادب فارسی در تاریخ و فرهنگ این منطقه، و همچنین بررسی اشتراک‌ها و پیوندهای دیرین این دو سرزمین باستانی، به‌ویژه در دورهٔ بعد از اسلام، ساختار اصلی این دانشنامه است.

## سازمان دانشنامه
- شورای عالی
- شورای علمی
- شورای اجرایی
- سازمان داخلی

## فعالیت‌ها
- انتشار نخستین جلد دانشنامه (شامل حروف آ ـ الف) شامل بیش از ۸۰۰ مقاله؛ جلد دوم نیز (شامل حروف ب ـ چ)، در سال ۱۳۸۷ به چاپ رسید.
- مدخل‌گزینی‌[۲]